# (1053) Vigdis
(1053) Vigdis es un asteroide perteneciente al cinturón de asteroides descubierto por Maximilian Franz Wolf el 16 de noviembre de 1925 desde el observatorio de Heidelberg-Königstuhl, Alemania.

## Designación y nombre
Vigdis se designó al principio como 1925 WA.
Se desconoce la razón del nombre.

## Características orbitales
Vigdis orbita a una distancia media del Sol de 2,615 ua, pudiendo alejarse hasta 2,862 ua. Su inclinación orbital es 8,336° y la excentricidad 0,09484. Emplea en completar una órbita alrededor del Sol 1544 días.